# Warren Zaïre-Emery
Warren Zaïre-Emery (nascut el 8 de març de 2006) és un futbolista francès que juga com a migcampista al Paris Saint-Germain FC de la Ligue 1 i a la selecció de França.
Producte del planter del Paris Saint-Germain FC, Zaïre-Emery va debutar professionalment amb el PSG l'agost de 2022, convertint-se en el jugador més jove del club en fer-ho. En la seva temporada de debut, es va convertir en el golejador més jove del club i el jugador més jove de la història de la Lliga de Campions de la UEFA en començar un partit d'eliminatòria, tot amb 16 anys, abans de guanyar el seu primer títol de Ligue 1.
A nivell internacional juvenil, Zaïre-Emery ha representat França des de la selecció de França sub-16 fins a la sub-21. El setembre de 2023 es va convertir en el capità més jove dels sub-21 en trenta anys. Al novembre del mateix any, Zaïre-Emery va marcar en el seu debut sènior amb França, convertint-se en el tercer debutant més jove i el segon golejador més jove del país.

## Palmarès
Paris Saint-Germain
- 2 Ligue 1: 2022-23, 2023-24[2]
- 1 Copa francesa: 2023-24[3]
- 2 Supercopes franceses: 2023,[4] 2024[5]

Selecció francesa
- 1 Campionat d'Europa sub-17: 2022